# Carlsbad Classic
Il Carlsbad Classic è stato un torneo femminile di tennis che si disputava a Carlsbad negli USA su campi in cemento.
Nel 2015 è ritornato nella categoria WTA 125s.

## Albo d'oro

### Singolare
| Anno       | Campionessa      | Finalista     | Punteggio     |
| ---------- | ---------------- | ------------- | ------------- |
| 1979       | Kerry Reid       | Sue Barker    | 7–6, 3–6, 6–2 |
| 1980       | Pam Shriver      | Kate Latham   | 6–1, 6–2      |
| 1981- 2014 | Non disputato    | Non disputato | Non disputato |
| 2015       | Yanina Wickmayer | Nicole Gibbs  | 6–3, 7–6(4)   |

### Doppio
| Anno       | Campionesse                      | Finalista                        | Punteggio        |
| ---------- | -------------------------------- | -------------------------------- | ---------------- |
| 1979       | Marcie Louie Regina Maršíková    | Peanut Louie Marita Redondo      | 6–2, 2–6, 6–4    |
| 1980       | Laura duPont Pam Shriver         | Rosie Casals Joanne Russell      | 6–7, 6–4, 6–1    |
| 1981- 2014 | Non disputato                    | Non disputato                    | Non disputato    |
| 2015       | Gabriela Cé Verónica Cepede Royg | Oksana Kalašnikova Tatjana Maria | 1–6, 6–4, [10–8] |